# Thiago Feltri
Thiago Henrique Feltri (Fernão, 18 maggio 1985) è un ex calciatore brasiliano, di ruolo difensore.

## Palmarès
- Campionato brasiliano di seconda divisione: 1

Atlético Mineiro: 2006
- Campionato Mineiro: 1

Atlético Mineiro: 2007